# 尤因塔縣 (猶他州)
尤因塔縣（/juːˈɪntə/）是美国犹他州東部的一個郡，東鄰科羅拉多州，面積11,652平方公里。根據2020年美國人口普查，共有人口35,620人，2021年人口為36,204人。本縣縣治為韋納爾。尤因塔縣是猶他州天然气產量最多的縣，其產量於2008年高達2720億立方英尺。

## 歷史

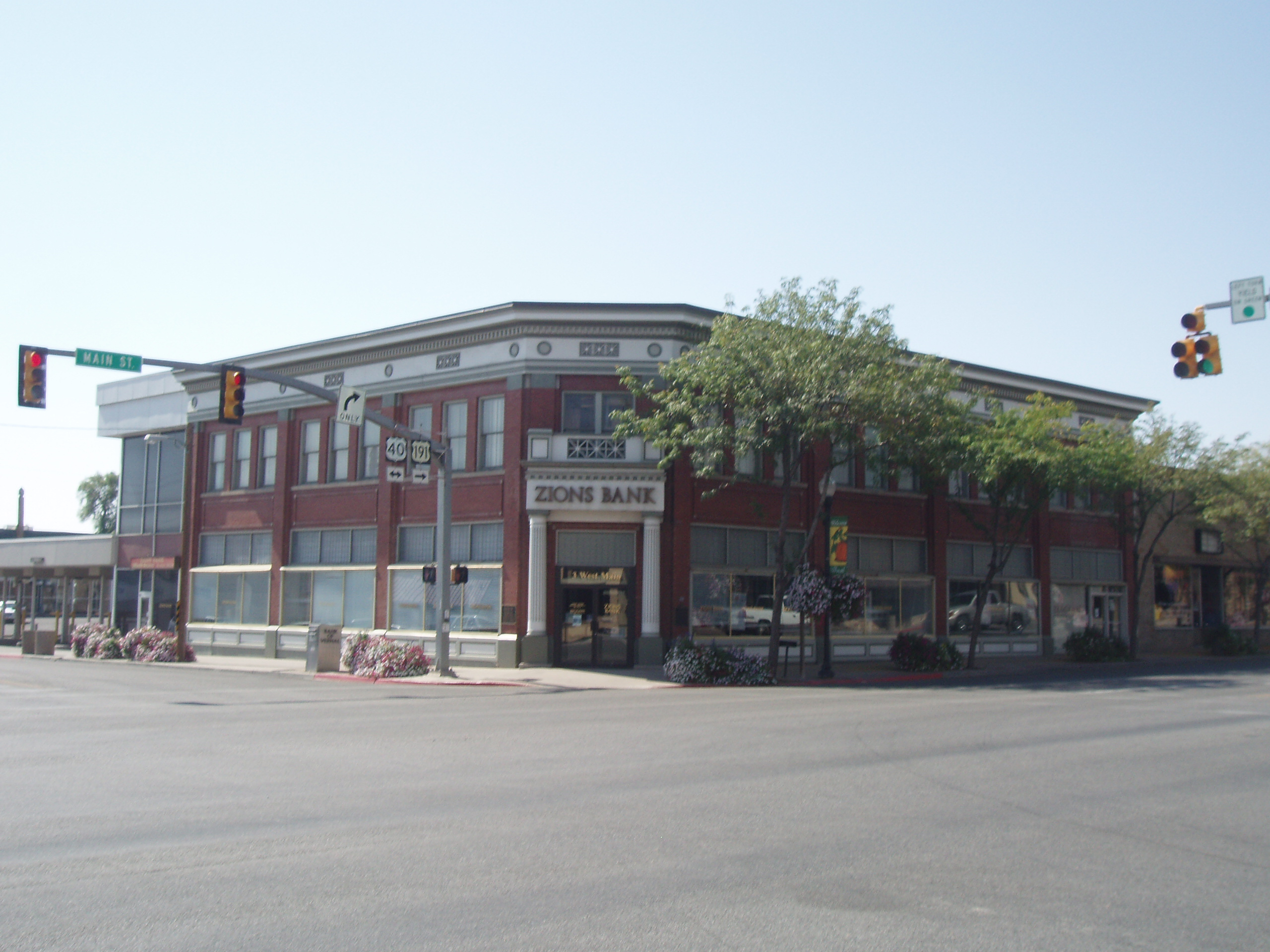
縣治韋納爾

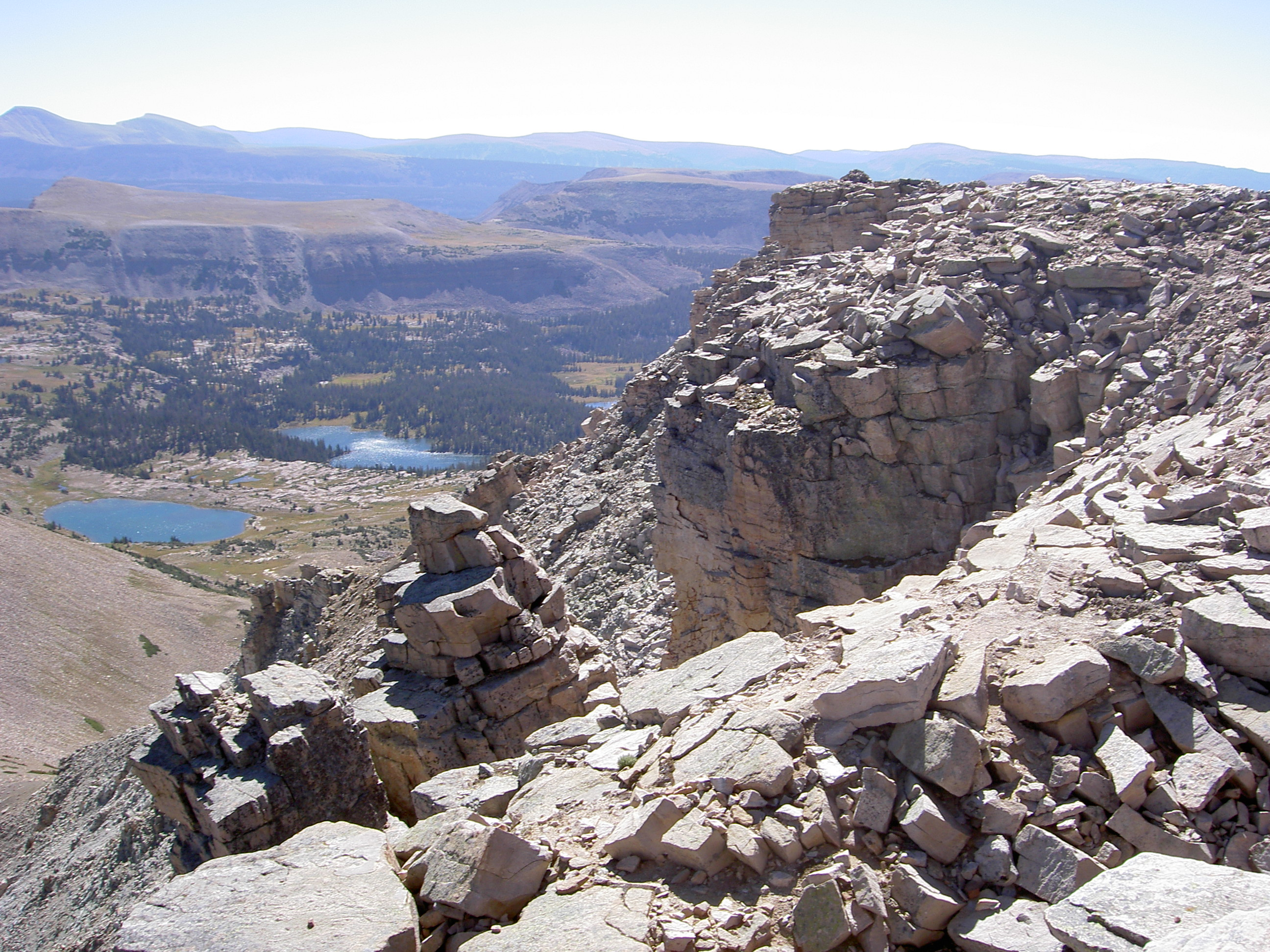
阿什利國家森林公園

猶他人一直以來都是尤因塔縣的居民，而首個立足此地的歐洲人則為1776年的方濟會神父阿塔納西奧·多明格斯和西爾維斯特·貝萊斯·埃斯卡蘭特，他們建立了一條連接加利福尼亚州和新西班牙，並路經尤因塔縣的道路。
於1810年，墨西哥從西班牙獨立，而尤因塔縣也成為了墨西哥的國土。於1848年，墨西哥於美墨戰爭中戰敗，被迫把包括本縣在內的大片領土售予美國。1861年，美国总统亚伯拉罕·林肯在本縣建立了尤因塔和烏雷印第安保留地。1880年代，政府又建立了安肯帕格里保留地（Uncompahgre Reservation）。
於1880年，本縣正式成立，縣名紀念同名的印第安部落。
於1888年，人們在本縣發現了天然瀝青。之後，因為天然瀝青礦場位於印第安人保留地內，所以礦工們便向政府施壓，要求政府把7000畝（11平方英里；28平方公里）的印第安人保留地轉為礦場。
於1918年，達蓋特縣自本縣獨立。

## 地理

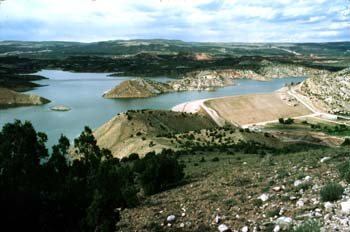
紅艦隊州立公園

根據2000年人口普查，尤因塔縣 的總面積為4,499平方英里（11,650平方），其中有4,477平方英里（11,600平方），即99.51%為陸地；22平方英里（57平方），即0.49%為水域。本縣既是猶他州面積第六大的縣份，亦是美國面積第86大的縣份。

### 毗鄰縣
- 犹他州 格蘭德郡：南方
- 猶他州 艾麥里縣：西南方
- 猶他州 卡本縣：西方
- 猶他州 杜申縣：西方
- 猶他州 薩米特縣：西北方
- 猶他州 達蓋特縣：北方
- 科羅拉多州 莫弗特縣：東北方
- 科羅拉多州 里奥布兰科县：東方
- 科羅拉多州 加菲爾德縣：東南方

### 國家保護區
- 阿什利国家森林（部分）
- 恐龙国家纪念公园（部分）
- 烏雷國家野生動物保護區（英语：Ouray National Wildlife Refuge）
- 紅艦隊州立公園（英语：Red Fleet State Park）
- 史坦內克國家公園（英语：Steinaker State Park）

## 人口
| 调查年             | 人口   | 备注 | %±     |
| ------------------ | ------ | ---- | ------ |
| 1880               | 799    |      | —      |
| 1890               | 2,762  |      | 245.7% |
| 1900               | 6,458  |      | 133.8% |
| 1910               | 7,050  |      | 9.2%   |
| 1920               | 8,470  |      | 20.1%  |
| 1930               | 9,035  |      | 6.7%   |
| 1940               | 9,898  |      | 9.6%   |
| 1950               | 10,300 |      | 4.1%   |
| 1960               | 11,582 |      | 12.4%  |
| 1970               | 12,684 |      | 9.5%   |
| 1980               | 20,506 |      | 61.7%  |
| 1990               | 22,211 |      | 8.3%   |
| 2000               | 25,224 |      | 13.6%  |
| 2010               | 32,588 |      | 29.2%  |
| 2012年估计         | 34,524 |      | 5.9%   |
| [ 8 ] [ 9 ] [ 10 ] |        |      |        |

根據2000年人口普查，尤因塔縣擁有25,224居民、8,187住戶和6,541家庭。其人口密度為每平方英里6居民（每平方公里2居民）。本縣擁有9,040間房屋单位，其密度為每平方英里2間（每平方公里1間）。而人口是由87.73%白人、0.11%非裔、9.38%原住民、0.22%亞裔、0.08%太平洋岛民、1.05%其他種族和1.43%混血构成。而西班牙裔或拉丁美洲裔佔了人口3.54%。
在8,187住户中，有44.5%擁有一個或以上的兒童（18歲以下）、65.7%為夫妻、10.6%為單親家庭、20.1%為非家庭、17.2%為獨居、7.3%住戶有同居長者。平均每戶有3.05人，而平均每個家庭則有3.45人。在25,224居民中，有34.6%為18歲以下、10.7%為18至24歲、25.4%為25至44歲、19.3%為45至64歲以及9.9%為65歲以上。人口的年齡中位數為29歲，女子對男子的性別比為100：99.3。成年人的性別比則為100：95.9。
本縣的住戶收入中位數為$34,518，而家庭收入中位數則為$38,877。男性的收入中位數為$33,966，而女性的收入中位數則為$21,199，人均收入為$13,571。約12%家庭和15%人口在貧窮線以下，包括18%兒童（18歲以下）及10%長者（65歲以上）。